# Maják Mull of Kintyre
Maják Mull of Kintyre (anglicky Mull of Kintyre Lighthouse), nacházející se na strmém skalnatém útesu Mull of Kintyre 14 km jihozápadně od Campbeltownu v Argyllu a Bute, byl druhým majákem postaveným ve Skotsku. V roce 1971 byl zapsán na seznam skotského kulturního dědictví v kategorii B, ale v roce 1998 byl zařazen do nejvyšší kategorie A.

## Historie
Maják nechali postavit zástupci úřadu Severních majáků (Commissioners of the Northern Lights), poté, co v roce 1782 v období silných bouří ztroskotaly na Mull of Kintyre během jedné noci dvě rybářské lodě lovící sledě, což si vyžádalo mnoho obětí. Navrhl a postavil jej Thomas Smith. Smith již dříve navrhl maják na Kinnaird Head, ale Mull of Kintyre byl mnohem významnější projekt v mnohem odlehlejší lokalitě. Zakázka byla zadána staviteli Peteru Stuartovi z Campbeltownu, který zahájil stavbu v roce 1786. Kvůli členitému a strmému pobřeží Mull of Kintyre nebylo možné vylodit lodě, které by dodávaly stavební materiál, a tak se doprava uskutečňovala po souši. I to bylo obtížné, protože v té době nebyly v oblasti žádné cesty ani osady a cesta přes bažinatý terén byla náročná. Stavba byla dokončena po 24 měsících v roce 1788.
Maják byl přestavěn v letech 1821–1830 Robertem Stevensonem. V roce 1876 byl u majáku postaven nautofon. Až do roku 1906 bylo na majáku umístěno stálé svítící světlo (Fixed), po roce 1906 bylo přestavěno na zábleskové (Flashing) a jeho výkon se zvýšil z 8 000 na 281 000 cd. V roce 1976 bylo přestavěno na elektrický pohon, v roce 1996 bylo automatizováno a nyní je monitorováno z centrály Northern Lighthouse Board v Edinburghu.
Bývalé domky strážců jsou nyní provozovány jako rekreační chaty organizací National Trust for Scotland.

## Popis
Maják je bílá válcová stavba ukončena ochozem a černou lucernou s kupolí. Ochoz spočívá na krakorcích korunní římsy a má kovové zábradlí. Je postavena na kruhovém půdorysu z opukového zdiva. U majáku byly pro strážce majáku postaveny přízemní domky s plochou střechou. Dům na severovýchodě byl postaven v roce 1857 a dům na jihovýchodě v roce 1883.

### Data
- Výška majáku: 12 m
- Výška světla: 91 m n. m.
- Dosvit: 44 km
- Charakteristika: Fl (2) W 20s

## Zajímavosti
- Dne 2. června 1994 zde došlo k jedné z nejhorších nehod v mírové historii RAF. V blízkosti majáku se zřítil vrtulník RAF Chinook, přičemž zahynulo všech 25 cestujících a čtyři členové posádky. Na mysu je umístěn památník obětem.[8]
- Původní světelný mechanizmus je uložen v muzeu v Campbeltownu.[7]
- Piseň Mull of Kintyre v roce 1977 nazpívala skupina Wings. Text a hudbu složili Paul McCartney a Denny Laine.

## Galerie

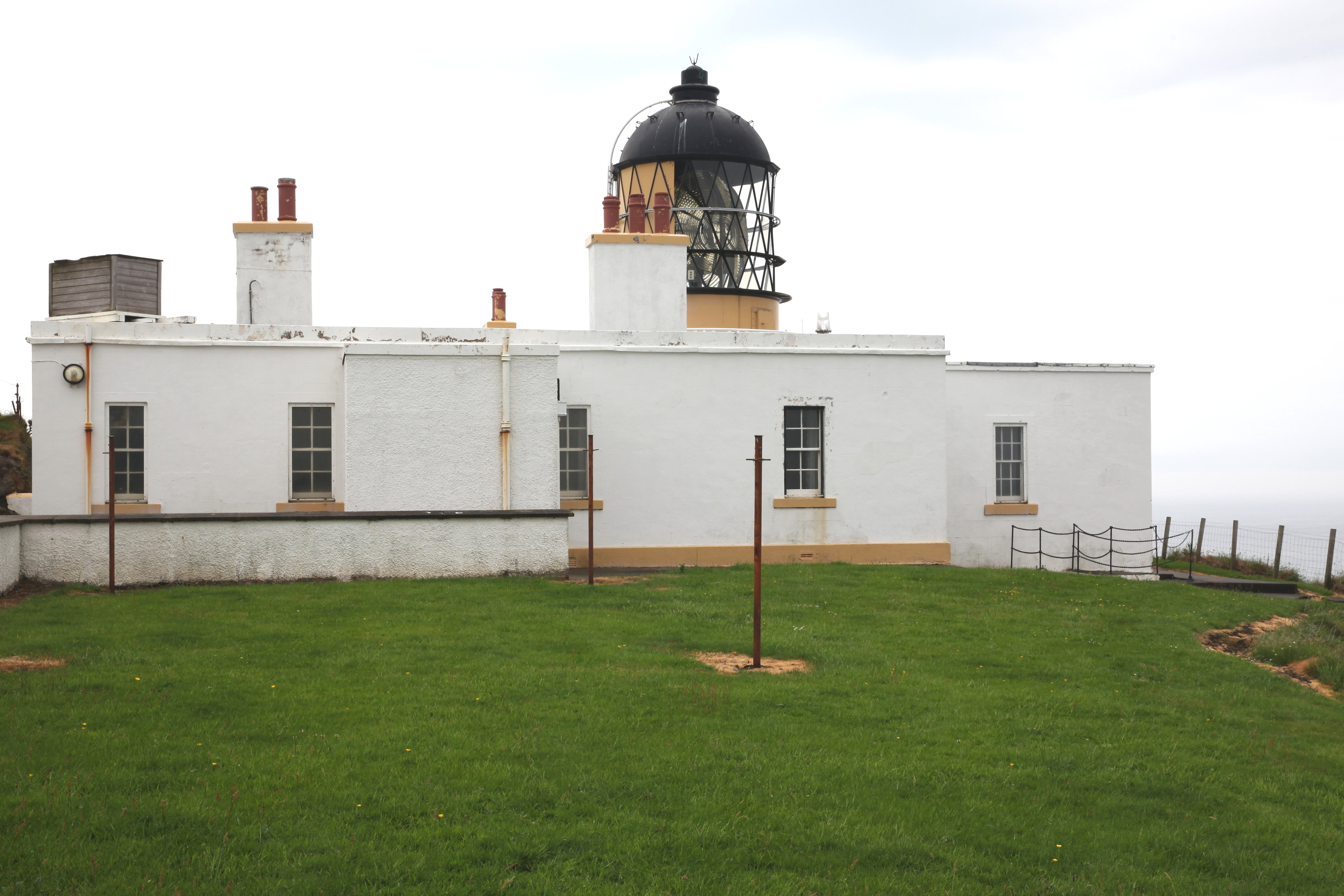
Maják a domy strážců
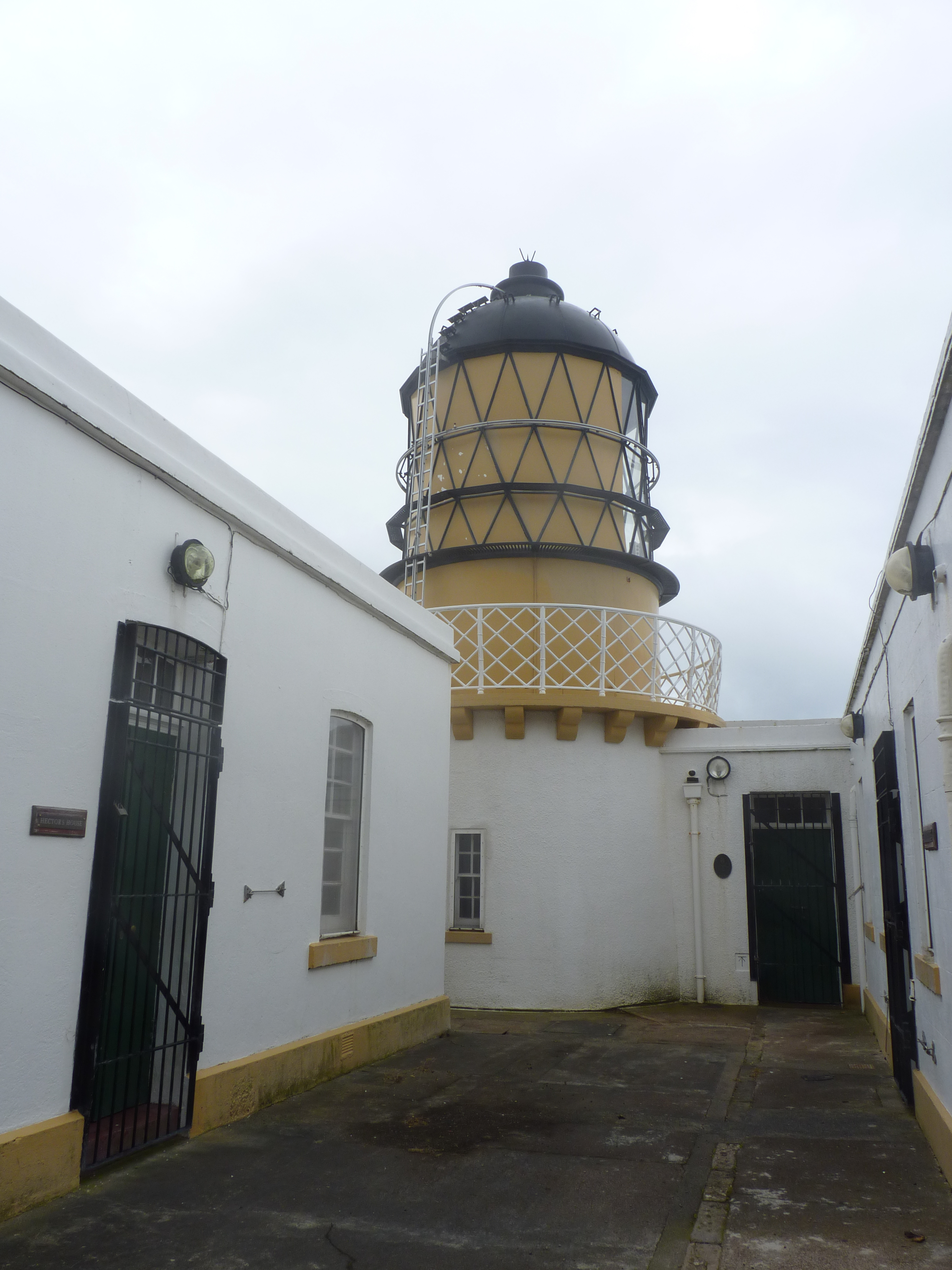
Maják mezi domy strážců
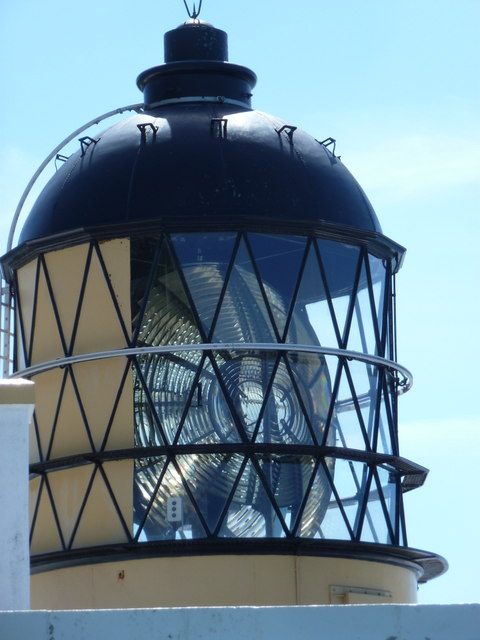
Lucerna s Fresnelovou čočkou
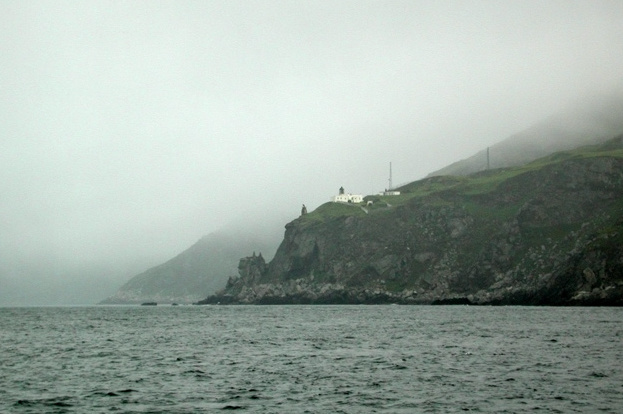
Pohled na maják z moře
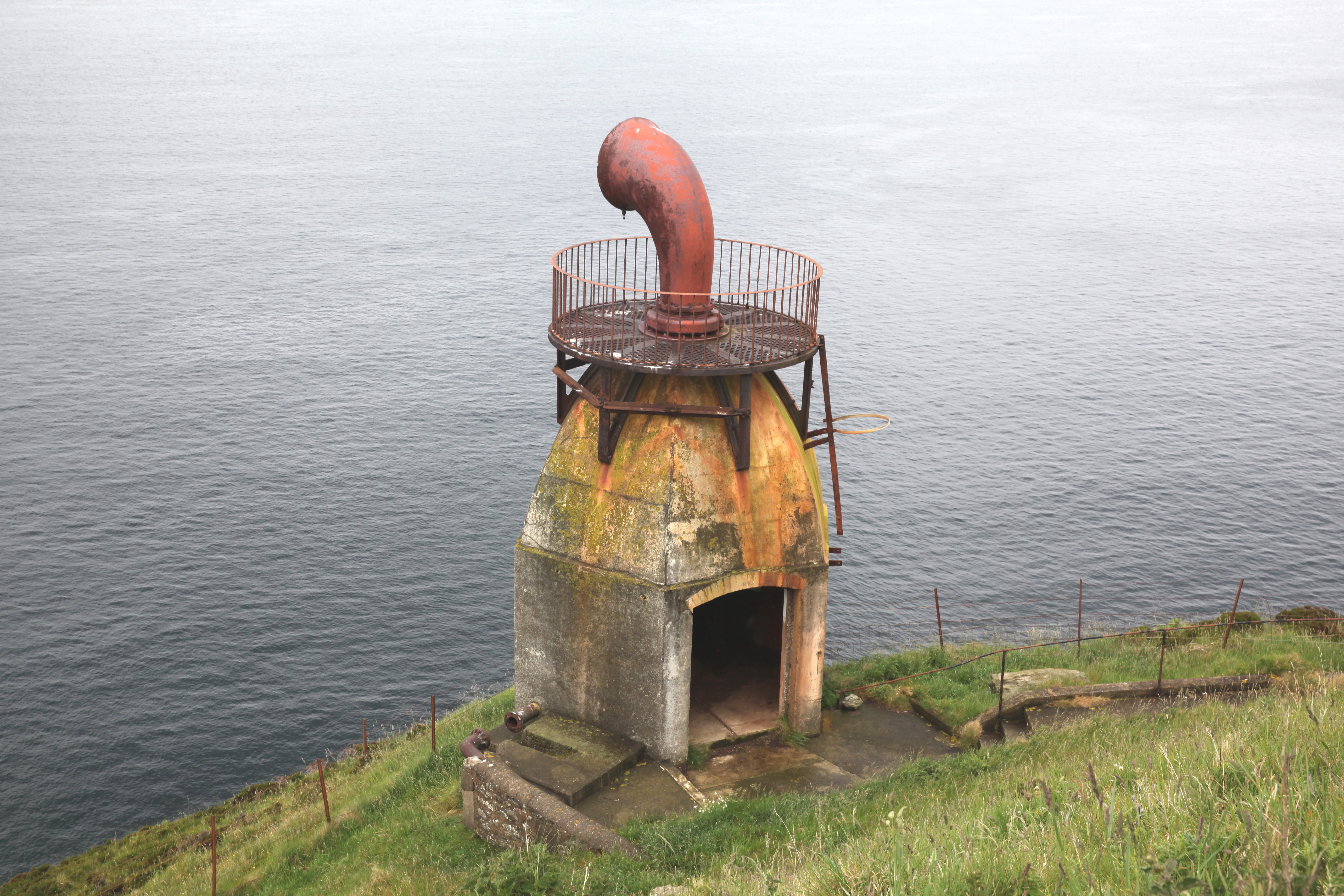
Nautofon